# Melanargia apicalis
Melanargia apicalis är en fjärilsart som beskrevs av Turati 1919. Melanargia apicalis ingår i släktet Melanargia och familjen praktfjärilar. Inga underarter finns listade i Catalogue of Life.